# Cleora buxtoni
Cleora buxtoni là một loài bướm đêm trong họ Geometridae.